# 진주조개잡이

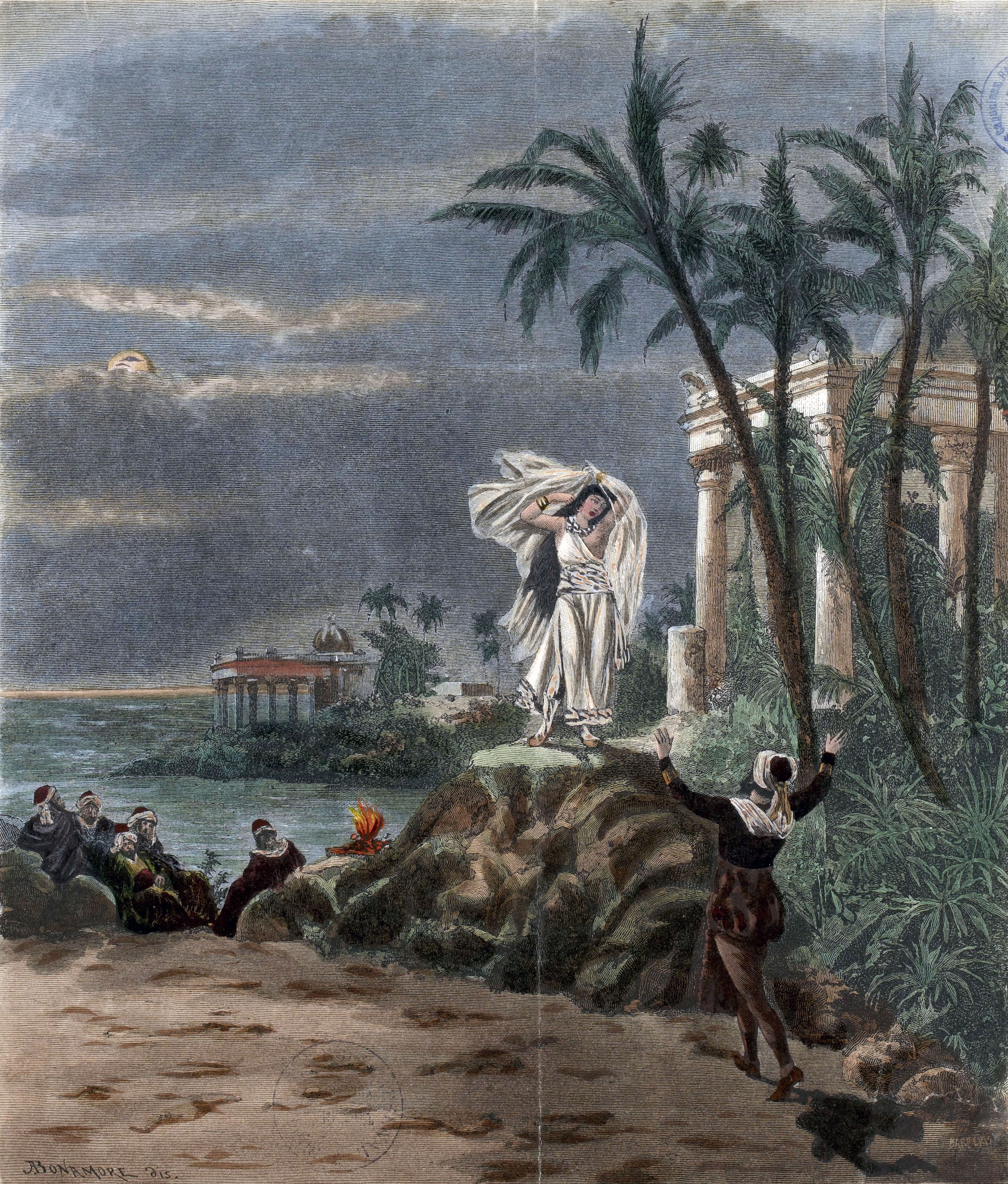

진주조개잡이(프랑스어: Les pêcheurs de perles)는 조르주 비제가 작곡한 3막의 오페라이다. 미셸 카레와 유진 코몬이 리브레토를 작성하였다. 초연은 1863년 9월 30일에 파리의 리리크 극장(Théâtre-Lyrique)에서 막이 올려졌다. 《진주조개잡이》는 비제의 대표작인 《카르멘》만큼 인기가 있지는 않지만, 대본의 빈약함에도 불구하고 매력적인 음악으로 가득차 있으며 점차 대중의 인기를 얻게 되었다.
줄거리는 그랜드 오페라 스타일의 관례를 따라 이국적인 실론 섬을 무대로 사랑의 삼각 관계를 보여주는 등 꽤 전형적인 모습으로 진행된다. 특히 두 명의 대본가들은 그들이 리브레토를 작성할 시 비제의 재능을 알아보지 못했다고 후회하였다. 만약 그들이 싸우지만 않았더라도 더 나은 글을 비제에게 제공했을지도 모른다. 이 작품은 대부분 음반을 통해 잔존하였으며 특히 테너의 아리아 "Je crois entendre encore"와 테너와 바리톤의 이중창 "Au fond du temple saint"이 유명하다.

## 주인공
- Zurga, 영리한 어부 (바리톤)
- Nadir, 어부 (테너)
- Leïla, 브라만 여사제 (소프라노)
- Nourabad, 브라만 최고 사제 (베이스)